# Jardins de Boboli
Els jardins de Boboli - Giardino di Boboli (italià) - és un parc històric a la ciutat de Florència que es va obrir al públic el 1766. Originalment dissenyat per als Medici, representa un dels primers i més importants exemples de "jardí italià", que després va servir d'inspiració per a moltes corts europees. L'àmplia zona verda és un autèntic museu a l'aire lliure amb estàtues de diversos estils i èpoques, antigues i renaixentistes, que es distribueixen per tot el jardí. També compta amb grans fonts i coves, entre les quals l'esplèndida gruta de Buontalenti construïda per l'artista, l'arquitecte i escultor Bernardo Buontalenti entre el 1536 i el 1608.